# Reichsguldiner

Herzogtum Bayern, Albrecht V., Reichsguldiner zu 60 Kreuzer von 1568

Der Reichsguldiner (andere Bezeichnungen Reichsguldener, Guldentaler) ist eine in der Augsburger Reichsmünzordnung von 1559 vorgesehene, große Silbermünze. Der Reichsguldiner sollte einen Wert von 60 Kreuzern haben und bei einem Raugewicht von 24,6 g aus einer Silberlegierung von 930,5/1000 geprägt werden. Die Rückseite der Münze sollte den doppelköpfigen Reichsadler und einen Reichsapfel mit der Wertangabe 60 (Kreuzer) tragen.
Die Einführung des Reichsguldiners erfolgte faktisch nur in den südwestdeutschen Gebieten. Das an Silbervorkommen reiche Kurfürstentum Sachsen sowie die nord-, west- und mitteldeutschen Reichsstände prägten keine Reichsguldiner. Stattdessen hielten sie am dort bereits eingeführten Taler fest. In der nachfolgenden Reichsmünzordnung von 1566 wurde der Taler dann an Stelle des Reichsguldiners als offizielle Großsilbermünze des Heiligen Römischen Reichs festgelegt (siehe Reichstaler).

## In der Literatur
Hans von Schweinichen berichtet, dass es seinen Herren „sehr verdros, daß“ innerhalb von drei Wochen in einer Herberge in Güstrow 130 Guldentaler „verzehrt war worden“. In einer Neuausgabe von 1878 wird „gulden Thaler “ mit „Goldthaler“ übersetzt.